# Femme Fatale (banda)
Femme Fatale es una banda estadounidense de hard rock, activa de 1987 a 1990 y del 2013 hasta la fecha. Originalmente de Albuquerque, Nuevo México, la banda se trasladó a Los Ángeles donde firmaron contrato discográfico con MCA Records. Con ellos lanzaron su primer álbum en 1988. La agrupación estaba en proceso de grabar las canciones de su nuevo disco (únicamente lograron grabar varios demos de sus nuevas canciones), cuando les anunciaron que fueron eliminados del sello discográfico. La banda se deshizo en 1990.
Tras haberse disuelto la agrupación, cada miembro tomó caminos distintos. El guitarrista Mazzi Rawd dejó la música para terminar su doctorado en Física. El guitarrista Bill D'Angelo murió de un ataque al corazón en 2005. La cantante Lorraine Lewis decidió seguir una carrera solista, llegó a grabar varios discos tanto de música Rock como de música Country y New-Age.
En 2013, Lewis decidió reestructurar la banda con una nueva alineación, formada esta vez solo por mujeres.
Con la ayuda de la discográfica FnA Records, la banda grabó las canciones de los demos que Lewis había guardado y que grabó con su antigua alineación.
La nueva alineación de Femme Fatale se conformó por Courtney Cox y Nita Strauss (ambas guitarristas de la popular banda tributo The Iron Maidens), Janis Tanaka (de L7 y Pink) en el bajo, Katt Scarlett en los teclados, y Athena Lee en la batería. Cuando Nita Strauss no estaba disponible para un evento (tanto con Femme Fatale como con The Iron Maidens) llamaba a quien consideraba su mejor reemplazo: Nikki Stringfield. Tiempo más tarde Nita Strauss fue reclutada por la banda de Alice Cooper, con quien decidió quedarse como guitarrista de tiempo completo, por ende Nikki Stringfield terminó reemplazándola por completo.

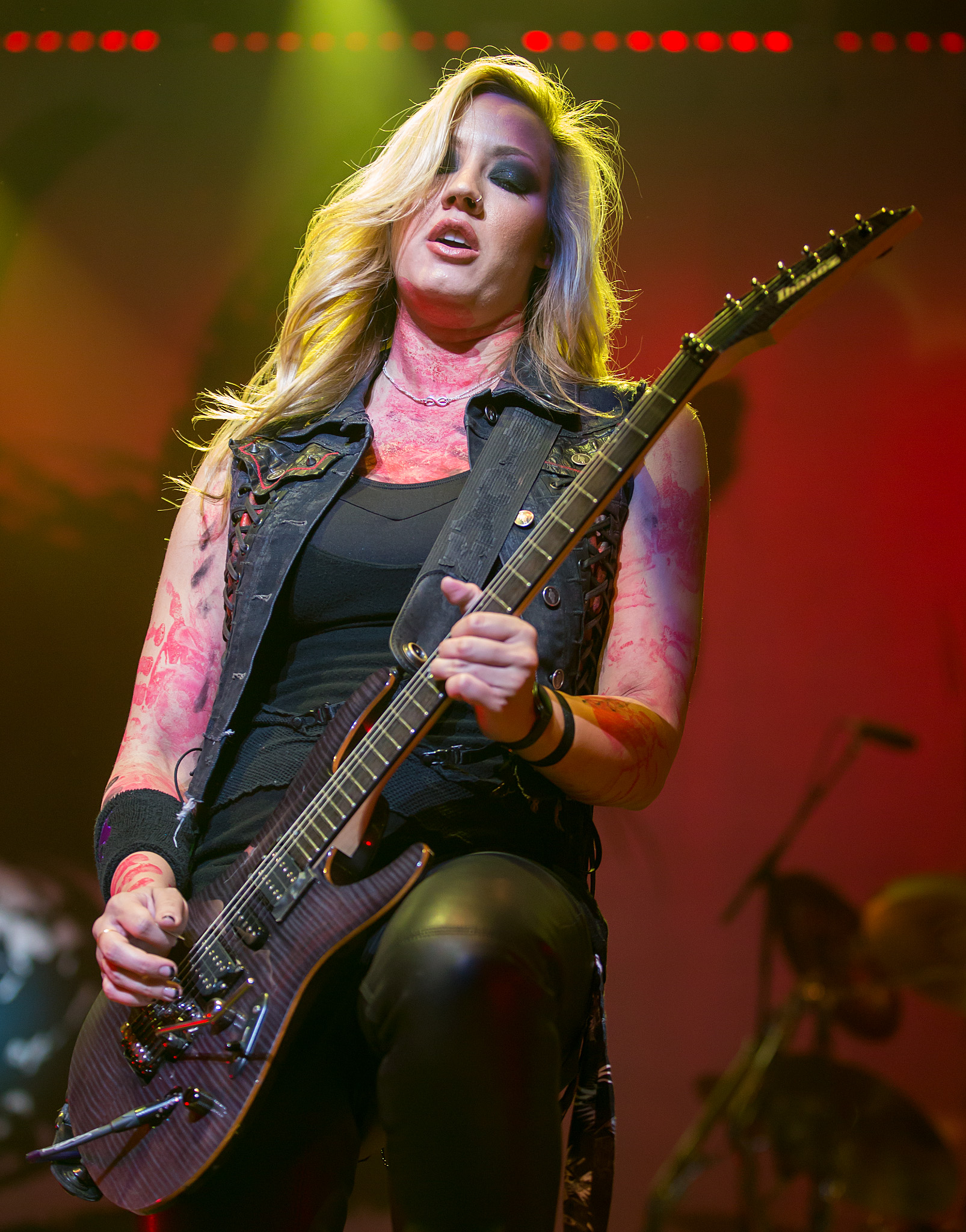
Nita Strauss, exguitarrista de Femme Fatale.

## Miembros
- Lorraine Lewis - Voz
- Courtney Cox - Guitarra, coros
- Nikki Stringfield - Guitarra, coros
- Janis Tanaka - Bajo, coros
- Katt Scarlett - Teclados, coros
- Athena Michelle Bass (Athena Lee) - Batería

## Discografía

### Álbumes de estudio
- Femme Fatale December 27 (1988)
- Lady in Waiting (1989 sin publicarse)
- One More for the Road (2016)

### Sencillos
- "Waiting for the Big One" (1988)
- "Falling In and Out of Love" (1989)[6]
- "Touch and Go" (1989)
- "Rebel" (1989)